# Adoretus pitaulti
Adoretus pitaulti är en skalbaggsart som beskrevs av Limbourg och Coache 2010. Adoretus pitaulti ingår i släktet Adoretus och familjen Rutelidae. Inga underarter finns listade i Catalogue of Life.